# سوانية (ثقافة)
السوانية هي ثقافة أثرية من العصر الحجري القديم السفلي في تلال شوالك [الإنجليزية] في باكستان. المعاصرة للأشولينية ، سمي نسبة إلى وادي سوان [الإنجليزية] في باكستان. عُثر على مواقع سوانية اللاحقة على طول منطقة شوالك من باكستان إلى الهند ونيبال. تم تصنيع الأدوات اليدوية في السوانية من حصى الكوارتزيت، وحصى رصيفية، وأحيانًا من الجلمود، وكلها مشتقة من مصادر نهرية مختلفة في أراضي شوالك الطبيعية. تشتمل المجموعات السوانية بشكل عام على أنواع مختلفة من الحصيات المطروقة، والديسكو، والكاشطات، والنوى، والعديد من أنواع الرقائق، وكلها تحدث بترددات تقنية متفاوتة في المواقع الفردية. باستثناء بعض المناطق في وادي سوان في باكستان، ومجمع موقع جولر (وادي بيز) وتوكا في الهند، وموقع أرجون 3 في نيبال، نادرًا ما تضم المجموعات السوانية والتجمعات المماثلة أكثر من بضع عشرات من القطع الأثرية. تحدث معظمها في سياقات سطحية غير قابلة للتجميع ويمكن تصنيفها على أنها خارج المواقع أو ليست من المواقع، مع القطع الأثرية الطائشة المنتشرة بشكل عشوائي عبر الأراضي الطبيعية لشواك. عُثر على أقرب التشابهات المورفولوجية لها خارج جنوب آسيا في المناطق المجاورة لطاجيكستان وإيران.

## الموجودات
استخدم هلموت دي تيرا (Hellmut De Terra) مصطلح «ثقافة سوانية» لأول مرة في عام 1936، ولكن د. ن. واديا حدد وجود هذه الأدوات الأثرية في عام 1928. أجرى ستيفن ليسيت مزيدًا من البحث الأثري من أجل تحديد التقييم المورفومتري للمجمع التقني السواني. خلصت نتيجة هذه التجربة إلى أن المجمع التقني السواني يحتوي على مكون أساسي لتقنية لافلوا النمط 3.
اكتشفت المئات من أدوات الحصى ذات الحواف في أديالا وخصالة كالان، على بعد حوالي 16 كيلومتر (9.9 ميل) من شرفة راولبندي على منحنى النهر. في شونترا في هيماشال براديش، عُثر على فؤوس وسواطير يدوية. واستردت الأدوات التي يصل عمرها إلى مليوني عام. في وادي نهر سوان، تتعرض العديد من الصخور الحاملة للمستحاثات للتأثيرات على السطح. عُثر هناك على مستحاثات عمرها 14 مليون عام مشكلة من الغزلان ووحيدي القرن والتماسيح والزرافات والقوارض. بعض هذه المستحاثات معروضة في المتحف الباكستاني للتاريخ الطبيعي في إسلام أباد.

## روابط خارجية
- الانقسام الأشولي / السواني